# 播磨国地震
播磨国地震（はりまのくにじしん）または播磨・山城地震（はりま・やましろじしん）は、平安時代前期の貞観10年7月8日 (旧暦)（ユリウス暦868年7月30日, グレゴリオ暦8月3日）、播磨国で発生した地震である。震央は現在の兵庫県姫路市付近、規模はマグニチュード 7 程度で、山崎断層の活動によるものと考えられている。
播磨諸郡の官舎・諸定額寺の堂塔がことごとくくずれ倒れ、平安京内外で建造物がところどころ崩壊した。約1年後の貞観11年5月26日 (旧暦)（869年7月13日）、 陸奥国東方沖でM8.3以上と推定される貞観地震が発生している。